# 834
سنة 834 م كانت سنة بسيطة تبدأ يوم الخميس (الرابط يظهر نموذج التقويم الكامل للسنة) من التقويم اليولياني. بدأت تسمية السنة ب834 منذ العصور الوسطى المبكرة، عندما أصبح تقويم أنو دوميني هو الأسلوب السائد في أوروبا لتسمية السنوات.

## مواليد
- أحمد بن عمر الاغلبي

## وفيات
- عبد الملك بن هشام
- حنظلة البادغيسي، شاعر فارسي.